# Quốc ca Đế quốc Đại Hàn
"Ái quốc ca Đế quốc Đại Hàn" (Tiếng Triều Tiên: 대한제국 애국가; Hanja: 大韓帝國愛國歌, tạm dịch "Bài hát yêu nước của Đế quốc Đại Hàn vĩ đại") là quốc ca của Đế quốc Đại Hàn, được sử dụng vào đầu thế kỷ 20. Đây là quốc ca đầu tiên của một nhà nước Triều Tiên thống nhất và cho đến nay là cuối cùng.

## Lịch sử
Quốc ca lần đầu tiên được Hoàng đế Cao Tông đưa vào năm 1901 và trình lên triều đình Đại Hàn vào ngày 1 tháng 7 năm 1902, bởi nhà soạn nhạc người Đức Franz Eckert, người là giám đốc ban nhạc quân đội của Đế quốc Đại Hàn vào thời điểm đó. Nó được xuất bản ở Đức bằng năm thứ tiếng khác nhau (tiếng Hàn, tiếng Đức, tiếng Anh, tiếng Trung và tiếng Pháp) và được trình diễn lần đầu tiên vào ngày 9 tháng 9 năm 1902, để mừng ngày sinh của Hoàng đế Cao Tông.
Tuy nhiên, sự sụp đổ sắp xảy ra đối với nền độc lập của Đế quốc Đại Hàn, có nghĩa là quốc ca không được ban hành rộng rãi hoặc có sẵn. Với việc ký kết Hiệp ước Eulsa năm 1905, Đế quốc Đại Hàn đã bị biến thành thuộc địa của Đế quốc Nhật Bản và năm 1910 đã bị Nhật Bản sáp nhập hoàn toàn bằng bài "Kimigayo" thay thế bài quốc ca này.

## Lời

### Phiên bản phong kiến
| Tiếng Hàn cổ | Tiếng Việt | Tiếng Hàn hiện đại |
| --- | --- | --- |
| 상뎨(上帝)는 우리 황뎨(皇帝)를 도으ᄉᆞ 셩슈무강(聖壽無疆)ᄒᆞᄉᆞ ᄒᆡ옥듀(海屋籌)를 산(山)갓치 ᄡᆞ으시고 위권(威權)이 환영(寰瀛)에 ᄯᅳᆯ치사 오쳔만셰(五千萬歲)에 복녹(福祿)이 일신(一新)케 ᄒᆞ소셔 상뎨(上帝)는 우리 황뎨(皇帝)를 도우소셔 | Thần thánh, phù hộ hoàng đế của chúng ta, Hi vọng Người sống lâu và chồng tuổi thọ lên thành đống, và lan tỏa sức mạnh và cảm hứng của Người đi khắp thế giới. Hi vọng niềm hạnh phúc của Người sẽ được đổi mới mãi mãi. Thần thánh, phù hộ hoàng đế của chúng ta. | 하느님, 우리 황제를 도우소서. 성수무강하사 해옥주를 산같이 쌓으시고 위세와 권력이 천하에 떨치사 오천만 국민에게 새롭게 번영이 있게 하소서. 하느님, 우리 황제를 도우소서. |

### Phiên bản cộng hòa

#### Lịch sử
Lời bài hát cộng hòa được phát hiện lại vào ngày 13 tháng 8 năm 2004, bởi người phụ trách Lee Dong-guk của Trung tâm Nghệ thuật Seoul. Mẫu vật còn sót lại là một bản sao được lưu giữ bởi Câu lạc bộ người Mỹ gốc Hàn ở Honolulu-Wahiawa và được xuất bản năm 1910 với tựa đề bài thánh ca cũ của Hàn Quốc bằng tiếng Anh và 죠션국가 (quốc ca Đại Hàn) trong tiếng Hàn.
Phát hiện này gây ngạc nhiên ngay cả ở Hàn Quốc, nơi mà sự tồn tại của lời bài hát cộng hòa vẫn chưa được biết đến cho đến lúc đó. Phát hiện này sau đó đã được báo cáo trên các phương tiện thông tin đại chúng và từ đó đã được thực hiện bởi nhiều nghệ sĩ Kpop khác nhau. Hawaii là nguồn cho các cuộc điều tra di sản thôn tính tiền Nhật Bản khác nhau của Hàn Quốc kể từ khi nhiều công dân của Đế quốc Đại Hàn di cư đến Hawaii trước khi bị Nhật Bản sáp nhập. Một sự cố gần đây liên quan đến một hậu duệ của Đế quốc Đại Hàn tặng một hộ chiếu gốc 100 năm tuổi rất hiếm do Đế quốc Đại Hàn cấp cho Tổng thống Hàn Quốc Roh Moo-hyun trong chuyến thăm Hawaii.

#### Lời
| Lời với hanja được thêm vào | Latinh hóa (Romaja quốc ngữ) | Tiếng Việt | Tiếng Hàn hiện đại | Latinh hóa (Romaja quốc ngữ) |
| --- | --- | --- | --- | --- |
| 샹뎨(上帝)는 우리 나라를 도으소셔 영원(永遠) 무궁(無窮)토록 나라 태평(太平)ᄒᆞ고 인민(人民)은 안락(安樂)ᄒᆞ야 위권(威權)이 셰상(世上)에 ᄯᅥᆯ치여 독립(獨立) 자유(自由) 부강(富强)을 일신(日新)케 ᄒᆞᆸ소셔 샹뎨(上帝)는 우리 나라를 도으소셔 | syangdyeneun uri narareul do-eusosyeo yeong-won mugungtolok nala taepyeonghago inmineun anlakhaya wigwon-i syesang-e sdeolchiyeo doklib jayu bugang-eul ilsinke habsosyeo syangdyeneun uri narareul do-eusosyeo | Thần thánh, phù hộ đất nước ta, Hi vọng đất nước ta mãi mãi yên bình và người dân của Người sống trong sự thoải mái và lan tỏa sức mạnh và cảm hứng của Người đi khắp thế giới. Hi vọng độc lập, tự do và sự giàu có của người được đổi mới mãi mãi. Thần thánh, phù hộ đất nước ta. | 하느님, 우리나라를 도우소서. 영원무궁토록 나라 태평하고 인민은 안락하여 위세와 권력이 세상에 떨치여 독립 자유 부강을 매일 새롭게 하소서. 하느님, 우리나라를 도우소서. | Haneunim, uri narareul dousoseo yeong-won mugungtolok nala taepyeonghago inmin-eun anlakhayeo wisewa gwonlyeok-i sesang-e tteolchiyeo doklib jayu bugang-eul maeil saelopge hasoseo Haneunim, uri narareul dousoseo |